# Frontenex
Frontenex é uma comuna francesa na região administrativa de Auvérnia-Ródano-Alpes, no departamento de Saboia. Estende-se por uma área de 1,71 km². Em 2010 a comuna tinha 1 961 habitantes (densidade: 1 146,8 hab./km²).